# Coenosia inaequalis
Coenosia inaequalis este o specie de muște din genul Coenosia, familia Muscidae, descrisă de Malloch în anul 1934. Conform Catalogue of Life specia Coenosia inaequalis nu are subspecii cunoscute.